# وان سفلی
وان سفلی روستایی است که در استان اردبیل، شهرستان گرمی، بخش موران، دهستان اجارود شرقی قرار دارد.این روستا یکی از زیباترین روستا های بنا شده در این منطقه است. قرار گیری این روستا در نقطه صفر مرزی باعث شده این منطقه از لحاظ امنیتی در صدد باشد. قدمت این روستا به چند صد سال پیش باز میگردد. در نواحی اطراف این روستا شاهد چند کوزه گلی بوده ایم که به نقلی از پیر غلامان قبرستان بوده.

## جمعیت
بر اساس سرشماری سال ۱۳۸۵ جمعیت این روستا ۳۵۲ نفر با ۷۰ خانوار بوده‌است.